# Miguel Esteve

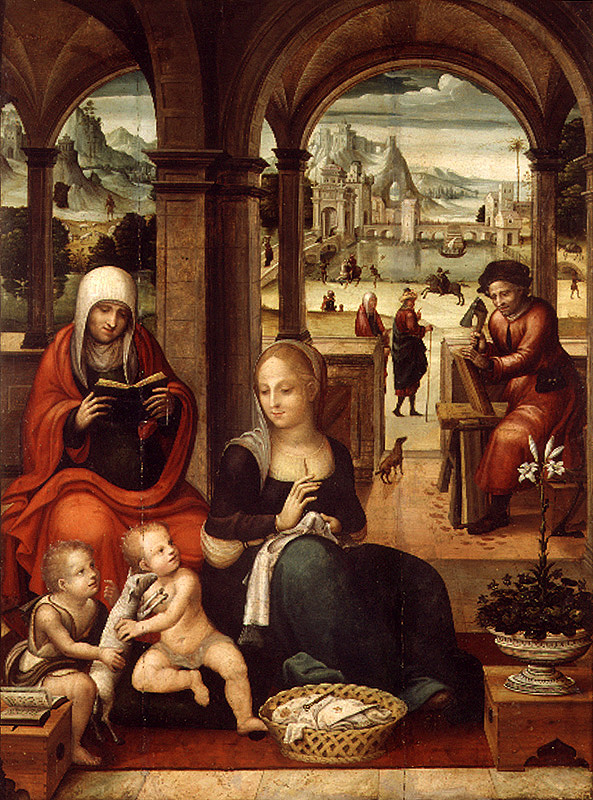
La Sagrada Familia en el taller de San José, óleo sobre tabla, 91,5 x 68,5 cm, Museo de Bellas Artes de Valencia.

Miguel Esteve (fl. 1507-1528) fue un pintor renacentista español activo en Valencia en el primer cuarto del siglo XVI.

## Biografía y obra
Se desconoce la fecha y lugar de su nacimiento y todo lo relativo a su formación como pintor. «Mestre Miguel Esteve, pintor», aparece mencionado por primera vez en la Tacha real de 1513, empadronado en la parroquia de San Martín de Valencia, en la que se encontraba el mayor número de talleres de pintura. La cantidad de VII sous que le correspondió pagar en ese repartimiento hecho con motivo de un empréstito solicitado por Fernando el Católico a las Cortes de Monzón de 1510, lo coloca en una posición intermedia entre los pintores de la ciudad, por debajo de los quince sueldos que hubieron de pagar Rodrigo de Osona y Pere Cabanes, pero por encima de los cinco sueldos asignados a la mayor parte de sus compañeros de oficio.
El 18 de septiembre de 1518 firmó con los jurados de la ciudad de Valencia un contrato por el que se comprometía a pintar por 4.400 sueldos los medios puntos de los lunetos de la capilla de la Casa Municipal, con los pilares de los cuatro ángulos y el arco sobre el altar, siguiendo el programa iconográfico dictado por los jurados, quienes le daban como modelos las pinturas de Paolo de San Leocadio en la catedral de Valencia. Para ejecutar la obra se asoció con Miguel del Prado, dándola por concluida el 25 de mayo de 1520. Destruida la casa consistorial en 1860, quedan restos de su decoración mural en el Museo de la Ciudad que han servido para adjudicarle por afinidad estilística algunas otras obras del entorno de los Hernandos, con quienes podría haber colaborado entre 1507 y 1510 como ayudante en la pintura de las puertas del retablo de la catedral.
En diciembre de 1520 «Miguel Steve» firmó como síndico los Capítulos presentados por los pintores de Valencia al gobernador para poder constituirse en colegio y universidad, primer intento de los pintores figurativos valencianos de agruparse gremialmente en el contexto del movimiento agermanado. En relación también con el levantamiento de las Germanías, el 15 de junio de 1521, «Mestre Miguel Steve» con otros 26 pintores reunidos en la Cofradía de Belén otorgó poderes a Nicolás Falcó para que en representación del «offici o art de pintors» solicitase armas a las autoridades de la ciudad, y un día después participó en el nombramiento de Joan Caro como su capitán general para marchar contra la villa de Gandía, donde los agermanados derrotaron al virrey.
No se tienen otras noticias, quizá por trasladarse a Lucena del Cid, donde se le atribuye el retablo. Por el testamento de la que fue su mujer, Violante Gerónima de la Ras, fechado en 1528, consta que ya en esa fecha había fallecido, dejando una única hija.
Se le han atribuido algunas obras relacionadas con el círculo de los Hernandos pero que no alcanzan la calidad de las obras de Yáñez de la Almedina, como el San Dimas y el donante de la catedral de Valencia, el Milagro del caballero de Colonia, al que se le aparece la Virgen con santo Domingo de Guzmán y santa Catalina de Siena en el momento en el que iba a ser ejecutado, todavía con su fondo dorado (Real Colegio del Corpus Christi), o las cuatro tablas propiedad del Museo de Bellas Artes de Valencia: la Sagrada Familia en el taller de José, San Miguel arcángel, la Anunciación y la Resurrección, en las que es patente en los rostros la influencia leonardesca a través siempre de los manchegos Fernando de los Llanos y Fernando Yáñez.